# Список умерших в 839 году

## Февраль
- 4 февраля — Эгберт, король Уэссекса (802—839).

## Дата смерти неизвестна или требует уточнения
- Абу Дулаф аль-Хазраджи, арабский поэт и путешественник и минералог.
- Аснар I Галиндес, граф Арагона (809—820), затем граф Урхеля и Сердани (820—между 824 и 833).
- Виглаф, король Мерсии (827—829 и 830—839).
- Ибрахим ибн аль-Махди, представитель династии Аббасидов, сын халифа Мухаммада ибн Мансура аль-Махди, брат Харун ар-Рашида.
- Катал мак Муиргиусса, король Коннахта (833—839).
- Клавдий Туринский, епископ-реформатор, возглавлявший Туринскую епархию.
- Куммасках мак Конгалайг, король Наута (Северной Бреги) и всей Бреги (818—839).
- Кюлюг-бег-хан, каган Уйгурского каганата (832—839).
- Сикард, князь Беневенто (832—839).
- Тунгло, представитель высшей лужицкой (сорбской) знати (возможно, князь), в 826 году обвинённый в злоумышлениях против власти франков.
- Эд мак Боанта, король гэльского королевства Дал Риада (835—839).
- Эоганан, король пиктов (836—839).
- Этельстан, король Восточной Англии (825—839).